# برادوی به آز
برادوی به آز (به انگلیسی: Broadway To Oz) یک کنسرت موسیقی از بازیگر، خواننده، نوازنده و رقصنده استرالیایی هیو جکمن است. تور کنسرت با همراهی ۱۵۰ ارکستر، گروه کر و رقصنده در ۵ شهر مهم استرالیا برگزار شد.